# Canyra placida
Canyra placida är en insektsart som först beskrevs av Stsl 1854.  Canyra placida ingår i släktet Canyra och familjen sporrstritar. Inga underarter finns listade i Catalogue of Life.